# Jarlaganda
Jarlaganda – władca gutejski, następca Puzur-Sina, który według Sumeryjskiej listy królów miał rządzić Sumerem przez 7 lat.